# テトラリール
テトラリールとは山佐製のパチスロ機に搭載された演出用のリールのこと。メインリールの右側に搭載されており、小役告知やボーナス告知などを行う。ここでは他社の演出用リールについても説明する。

## 歴史
「テトラリール」という呼称は山佐が初搭載した「シーマスターX」から伝統的に使用している。当初は単なる小役やボーナスの告知表示が主な機能だったが、「アラベスク」ではメインリール+テトラリールの図柄の並びでリーチ目を演出したり、「ハイパーラッシュ」ではハイパービッグ時に7の色で小役をナビしたりと演出面（特にボーナス時のナビ）に活用され始めるようになっていった。
しかしキングパルサーなどで使用されたドットマトリクスや、タイムクロスなどに採用された小型液晶、そしてネオプラネットなどのEL VISION（メインリール前面に透過で表示される液晶）の方が演出アニメーションも多彩に展開でき、また液晶そのものの価格も下がり始めたことから徐々に液晶に取って代わられるようになっていった。山佐としては「メフィスト」や「関候」などが末期のモデルとなり、それ以降は液晶タイプに移行している。
なお、5号機のニューパルサーVは4本のリールを搭載しているが、4本ともメインリールでありテトラリールではない。

## 特徴
- 演出専用として搭載されているため、プレイヤーは任意で狙った絵柄を停止させることはできない。また、演出がない場合は動作しない（例外あり。その他参照）。
- メインリールと異なり、逆回転（下から上へ）したり、上下に激しく震えたりする。逆回転の演出の方が期待度が高いケースが多い。
- 通常3ライン分に1つの絵柄が描かれていることが多い。ボーナス確定の「7」も大きく描かれていることが多く、インパクトは強い。

## その他
- 山佐以外のメーカーの4thリールは厳密には「テトラリール」とは呼ばず単に「4thリール」と呼ぶ。ただしアルゼ系の筐体上部に演出用リールがある場合は「鉢巻きリール」など機種のコンセプトに対応した名称で呼ばれることもあった。
- アリストクラートの機種はメインリールの左右に4th、5thリールがありさらに多彩な演出が可能になった。
- ダイドーの「ギガフィーバー」はストップボタンが4つあり、4thリールを自分で止めることができた（絵柄もメインリールと同じ21絵柄ある）。
- メインリールと違いテトラリールのバックライトにはカラフルな発色ができるように別系統のバックライトが取り付けられている事が多い。異なる色を出すことはもちろん、上中下と別々に発光することもできるようになっている。

## テトラリール搭載機種一覧
山佐
- アラベスクR
- ファウスト
- おいちょかばX
- ハイパーラッシュ
- 梅花月R
- コングダム
- M771
- スーパーリノ　（リールは不可視となっている。「X」、リノVも同様）
- ニューパルサーT
- ニューパルサーRX、RZ　（リールは不可視となっている）
- シーマスターX
- ホットエリア
- エムブイピー30  （リールは不可視になっている）
- ウルマ30（リールは不可視になっている）
- ニライカナイ30
- 功夫烈伝
- パニックザウルス
- ピカゴロウ2（リールは不可視になっている）
- メフィスト
- 関侯R
- 銀しゃり
- カンフーレディ テトラ
- ザクザク七福神
- ジャングルマスターコングダム

オリンピア／平和
- ビートザドラゴン2
- アイスストーリー
- 大江戸桜吹雪
- 爆烈大相撲　（紫・紅の2機種）
- トリックモンスター2
- 浪花桜吹雪
- あっぱれ迷探偵
- レースクイーン2
- ゴールド＆ゴールド
- アイムエンジェル　（ホワイト・ブルーの2機種）
- エキゾースト2

アリストクラート
- 巨人の星　（5リール）
- 巨人の星2　（5リール）
- ストリートファイター2A　（5リール）
- 巨人の星IV　（5リール）

ダイドー
- ギガフィーバー